# اندیس جلیز جند-۱
جلیز جند-۱ یک اندیس مصالح ساختمانی است که در حوالی شهر فیروزکوه استان تهران قرار دارد و مادهٔ معدنی موجود در آن، سنگ آهک است.  